# Karmelitinnenkloster Lisieux
Das Karmelitinnenkloster Lisieux ist ein Kloster der Karmelitinnen in Lisieux, Département Calvados, im Bistum Bayeux in Frankreich.

## Geschichte
Die reichen Schwestern Athalie und Désirée Gosselin, die vom Karmelitinnenkloster Pont-Audemer (1642–1792, 1827–1856, dann in Gravigny, Auflösung 2007) abgewiesen wurden, konnten mit Hilfe des Priesters Pierre Sauvage und Ordensfrauen des Karmelitinnenklosters Poitiers 1838 in Lisieux einen Karmel gründen, dessen erste Kapelle 1848 eingeweiht wurde und von 1852 bis 1877 einem Neubau wich.
In das Kloster traten nacheinander vier Töchter des Ehepaares Zélie und Louis Martin ein: Pauline Martin (1882), Marie Martin (1886), Thérèse Martin (1888) und Céline Martin (1894). Durch die Heilige Theresia vom Kinde Jesus und dem heiligen Antlitz (Thérèse Martin) gelangte das Kloster zu weltweiter Berühmtheit und wurde zum Ziel zahlreicher Pilger. Um dieser Rolle gerecht zu bleiben, wurde 2003 mit 18 Schwestern ein neuer Konvent gegründet, der teilweise auch neue Baulichkeiten nutzt. Seit 2008 gehört die Klosterkapelle mit Schrein der Heiligen zu den meistbesuchten Orten in Lisieux. Das Kloster befindet sich in der Rue du Carmel Nr. 37.
Die Gemeinschaft schloss sich wegen Nachwuchsmangels 2024 der Fédération Thérèse-Elisabeth des Carmélites de France-Nord an.